# ناصرالدین‌شاه آکتور سینما
ناصرالدین‌شاه آکتور سینما (با عنوان فرعی روزی روزگاری، سینما) یک فیلم کمدی فانتزی به کارگردانی محسن مخملباف است که در سال ۱۳۷۰ خورشیدی ساخته شد. فیلم در بستری کمدی، تاریخ سینمای ایران را روایت می‌کند.
این فیلم در دهمین جشنواره فیلم فجر کاندیدای بهترین فیلم و بهترین کارگردانی شد.
این فیلم در نظرسنجی منتقدان و نویسندگان ماهنامۀ سینمایی فیلم به عنوان یکی از بهترین فیلم‌های تاریخ سینمای ایران انتخاب شده است.

## داستان
میرزا ابراهیم‌خان عکاس‌باشی که در سفر به فرنگ به سر می‌برد در آرزوی ازدواج با معشوق‌اش (آتیه) پس از بازگشت است. او در سفر، شیفته سینماتوگراف می‌شود. رنجوری مظفرالدین شاه او را نگران آینده سینماتوگراف می‌کند و از شاه کسب تکلیف می‌کند. شاه به فراشباشی سفارش می‌کند تا میرزا ابراهیم خان را نزد پسرش (ولیعهد) بفرستد ولی فراشباشی اشتباهاً او را نزد پدر شاه (ناصرالدین شاه) می‌فرستد! شاه قاجار که مخالف سینما است و خودش فیلم‌ها را سانسور می‌کند عاشق یکی از هنرپیشه‌های یک فیلم قدیمی (گلنار در فیلم «دختر لر») می‌شود و برای آن که به معشوق برسد حکومت را رها می‌کند و به دنبال سینما می‌رود.

## حواشی
محسن مخملباف پس از ساخت و توقیف دو فیلم نوبت عاشقی و شب‌های زاینده‌رود با حمله محافظه‌کاران ایران مواجه شد تا جایی که حتی کلیت سینمای ایران زیر سؤال رفت و سید محمد خاتمی وزیر وقت فرهنگ و ارشاد اسلامی مجبور به کناره‌گیری شد. در این شرایط، مخملباف تصمیم به ساخت ناصرالدین شاه آکتور سینما گرفت تا با نگاهی ستایشگرانه، از هنر و سینما در برابر سیاست و سانسور، دفاع کند.
امام جمعه رشت و سپس دیگر روحانیون ایران به پوشیدن عبا توسط پادشاه و ملیجک در این فیلم اعتراض کردند و آنرا کنایه‌ای به حاکمیت دینی دانستند. از سوی دیگر، نمایش گیوتین، به عنوان وجود دیدگاه قرون وسطایی در جامعه امروز ایران، و سانسور انگاشته شد. همچنین حضور هنرپیشه‌های پیش از انقلاب ۱۳۵۷ و نمایش صحنه‌هایی از فیلم‌های آن دوران، باعث شد که روحانیون، فریاد «اسلام از دست رفت» و «انقلاب از دست رفت» سر بدهند.
عده‌ای درخواست مجازات و برخی درخواست اعدام مخملباف را کردند.

## بازیگران
- عزت‌الله انتظامی در نقش ناصرالدین شاه، مظفرالدین شاه و مش حسین
- مهدی هاشمی در نقش عکاس باشی
- اکبر عبدی در نقش ملیجک
- محمدعلی کشاورز در نقش فراشباشی
- فاطمه معتمدآریا در نقش دختر لر
- داریوش ارجمند در نقش امیرکبیر
- ماهایا پطروسیان در نقش سوگلی
- جهانگیر فروهر در نقش صدیق الحرم
- مرتضی احمدی در نقش جارچی
- سعید امیرسلیمانی در نقش میرزا آغاسی
- پروانه معصومی در نقش آتیه
- محرم زینال‌زاده در نقش بای سیکل ران
- غلامحسین وکیلی در نقش وزیر
- شاپور بخشایی در نقش وزیر

## جوایز

### دهمین دوره جشنواره فیلم فجر
| قسمت                      | نامزد                             | نتیجه    | جایزه        |
| ------------------------- | --------------------------------- | -------- | ------------ |
| بهترین فیلم               | مسعود جعفری جوزانی و محسن مخملباف | نامزدشده |              |
| بهترین کارگردانی          | محسن مخملباف                      | نامزدشده |              |
| بهترین بازیگر نقش اول مرد | عزت‌الله انتظامی                   | برنده    | لوح تقدیر    |
| بهترین تدوین              | محسن مخملباف و داوود یوسفیان      | برنده    | سیمرغ بلورین |
| بهترین موسیقی متن         | مجید انتظامی                      | برنده    | دیپلم افتخار |
| بهترین طراحی صحنه و لباس  | حسن فارسی                         | برنده    | سیمرغ بلورین |
| بهترین چهره‌پردازی         | عبدالله اسکندری                   | برنده    | سیمرغ بلورین |
| بهترین جلوه های ویژه بصری | ایرج تقی‌پور                       | برنده    | سیمرغ بلورین |

### پنجمینجشن حافظ
| قسمت                                  | نامزد        | نتیجه |
| ------------------------------------- | ------------ | ----- |
| تجلیل از ۱۰ فیلمساز برگزیده دهه هفتاد | محسن مخملباف | برنده |

- جایزه ویژه هیئت داوران در بیست و هشتمین جشنواره بین‌المللی فیلم کارلووی واری، جمهوری چک ۱۹۹۲
- جایزه انجمن جهانی منتقدان فیلم در بیست و هشتمین جشنواره بین‌المللی فیلم کارلووی واری، جمهوری چک ۱۹۹۲
- دماغه طلایی کاری دی در بیست و دومین جشنواره بین‌المللی فیلم تائور مینا، ایتالیا ۱۹۹۲
- جایزه ویژه هیئت داوران در دوازدهمین جشنواره بین‌المللی فیلم استانبول، ترکیه ۱۹۹۲

## یادکرد از فیلم‌های تاریخ سینمای ایران
نام این فیلم از فیلم حاجی آقا آکتور سینما (ساخته اوانس اوهانیانس) اولین فیلم بلند سینمایی ایران وام گرفته شده و خود فیلم ناصرالدین‌شاه آکتور سینما هم هجو ستایشی از تاریخ سینمای ایران است.
ناصرالدین‌شاه آکتور سینما با نمایش تکه‌های شناخت ‌شده‌ و گیرا از فیلم‌های پرآوازه تاریخ سینمای ایران کوشیده تا بدین‌سان به آن ارج نهد و آن را بستاید. خط اصلی داستان فیلم ماجرای فیلمسازی است که در مواجهه با سانسور گرفتار آمده است. گویی کارگردان بر آن بوده اثری درباره سانسور و ممیزی و محدودیت‌های هنرمند ایرانی را به تصویر بکشد. ناصرالدین شاه در رویارویی با سینما در آغاز می‌کوشد تا آن را زیر فرمان خود بگیرد و از آن به سود خود بهره ببرد، اما در فرآیند فیلم عشق به سینما دامن این سلطان مستبد را نیز می‌گیرد.
این فیلم  بازخوانی و یادکردی دارد از تاریخ سینمای ایران از زمان حاجی آقا آکتور سینما و دختر لر تا سینمای پس از انقلاب. فیلم سرشار از یادکردها و بازبردهای گوناگون به سینمای ایران و فیلم پیشین و امروزین (در زمان ساخت فیلم) این سینماست. در این فیلم، افزون بر این که «گلنار»، شخصیت اصلی فیلم دختر لر (ساخته اردشیر ایرانی)، نقش محوری در جریان دادن به داستان فیلم ایفا می‌کند، به فیلم‌های تاریخی سینمای ایران نیز یادکرد و بازبرد داده ‌شده است. از جمله آنها می‌توان به رگبار (ساخته بهرام بیضایی)، گاو (ساخته داریوش مهرجویی)، قیصر (ساخته مسعود کیمیایی)، گنج قارون (ساخته سیامک یاسمی)، طبیعت بی‌جان (ساخته سهراب شهید ثالث)، گوزنها (ساخته مسعود کیمیایی) و باشو، غریبه‌ی کوچک (ساخته بهرام بیضایی) اشاره کرد که کارگردان کوشیده نمادهای از آنها را به گونه‌ای دراماتیک در فیلم خود به کار بگیرد.